# HD 1009
HD1009 є  хімічно пекулярною зорею спектрального класу
B9 й має видиму зоряну величину в
смузі V приблизно  8.4.
Вона знаходиться у сузір'ї Кассіопеї й розташована на відстані близько 2500 світлових років від Сонця.

## Пекулярний хімічний вміст
Зоряна атмосфера HD1009 має підвищений вміст Mn.